# Adenosma papuana
Adenosma papuana là một loài thực vật có hoa trong họ Mã đề. Loài này được Schltr. mô tả khoa học đầu tiên năm 1924.